# C (тип підводних човнів США)
| ПЧ типу «С»                | ПЧ типу «С»                                        | ПЧ типу «С»                                        |
| -------------------------- | -------------------------------------------------- | -------------------------------------------------- |
|                            |                                                    |                                                    |
|                            |                                                    |                                                    |
| Uss C-3 (1909)             |                                                    |                                                    |
| Під прапором               | США                                                | США                                                |
| Спуск на воду              | 1906-1909 рр (5 човнів)                            | 1906-1909 рр (5 човнів)                            |
| Виведений зі складу флоту  | 1919 р                                             | 1919 р                                             |
| Сучасний статус            | утилізовані,                                       | утилізовані,                                       |
| Проєкт                     |                                                    |                                                    |
| Основні характеристики     |                                                    |                                                    |
| Швидкість (надводна)       | 10,5 вузлів (19,4 км/год)                          | 10,5 вузлів (19,4 км/год)                          |
| Швидкість (підводна)       | 9 вузлів (17 км/год)                               | 9 вузлів (17 км/год)                               |
| Гранична глибина занурення | 61м                                                | 61м                                                |
| Екіпаж                     | 15 осіб (1 офіцер і 14 матросів)                   | 15 осіб (1 офіцер і 14 матросів)                   |
| Розміри                    |                                                    |                                                    |
| Довжина найбільша (по КВЛ) | 32,11 м                                            | 32,11 м                                            |
| Ширина корпусу найб.       | 4,24 м                                             | 4,24 м                                             |
| Середня осадка (по КВЛ)    | 3,0 м                                              | 3,0 м                                              |
| Озброєння                  |                                                    |                                                    |
| Торпедно- мінне озброєння  | 2 носових ТА калібру 18 дюймів - 467 мм, 4 торпеди | 2 носових ТА калібру 18 дюймів - 467 мм, 4 торпеди |
| Зображення на Вікісховищі  |                                                    |                                                    |

Підводні човни типу «C» — п'ять підводних човнів ВМС США  побудовані на Суднобудівній компанія в Квінсі, штат Массачусетс, будучи субпідрядником  Electric Boat Company. Побудовані в 1906-1909 роках. Були введені у склад флоту у 1908-1909 роках, зняті з експлуатації у 1919 році Усі п'ять були згодом продані на металобрухт в 1920 році. Вони були значно більші, ніж їх попередники, човни типу «Б» — мали 275 тонн підводного водозаміщення, а їх попередники тільки 173 тони. Човни цього типу були першими американськими підводними човнами з двохвальним рушієм.

## Конструкція
У ці човни були включені деякі функції, призначені для збільшення надводної швидкості, які були стандартними у тодішніх США  для підводних човнів, в тому числі вони мали маленьке вітрило і обертову кришку над дулами торпедних апаратів.

## Експлуатація
Човни служили на  Атлантичному флоті США. 20 травня 1913 року  усі ці човни сформували першу групу флотилії підводних човнів Атлантичного флоту, відправившись з Норфолку у військово-морську базу в Гуантанамо на Кубі. 
7 грудня 1913 року човни у складі підрозділу вже перейменованого у Перший дивізіон, в супроводі чотирьох надводних кораблів, відплили в Крістобаль у зону Панамського каналу . За п'ять днів по тому кораблі завершили проходження 700 миль, у той час найдовший прохід зроблений підводними човнами своїм ходом. Підводні човни залишилися на Коко-Соло на базі підводних човнів, поки не були виведені з експлуатації в 1919 році. Продані на металобрухт у 1920 році

## Представники
- USS C-1 (SS-9) — спущений на воду 4 жовтня 1906 року з назвою «Восьминіг» (Octopus). Зданий в експлуатацію 30 червня 1908 року.  Перейменований у «С-1» 17 листопада 1911 року. Виведений з експлуатації 4 серпня 1919 року і проданий на металобрухт 13 квітня 1920 року.[2]
- USS C-2 (SS-13) — спущений на воду 8 квітня 1909 року з назвою «Stingray». Переданий флоту з новою назвою «С-2» 17 листопада 1911 року. Виведений з експлуатації 23 грудня 1919 року. Проданий на металобрухт на 13 квітня 1920 року. [3]
- USS C-3 (SS-14) — спущений на воду 8 квітня 1909 року з назвою «Тарпон» (Tarpon). Переданий флоту 23 листопада 1909 року з новою назвою C-3. Виведений з експлуатації 23 грудня 1919 року. Проданий на металобрухт 12 квітня 1920.[4]
- USS C-4 (SS-15) — спущений на воду 17 червня 1909 року з назвою «Боніта» (Bonita). Переданий флоту 17 листопада 1911 року з новою назвою C-4. Виведений з експлуатації 15 серпня 1919 року. Проданий на металобрухт 13 квітня 1920 року[5]
- USS C-5 (SS-16) — спущений на воду 16 червня 1908 року з назвою «Snapper». Переданий флоту 2 лютого 1910 року з новою назвою C-5 від 17 листопада 1911. Виведений з експлуатації 23 грудні 1919 року. Проданий на металобрухт 13 квітня 1920 року 13 квітня 1920[6]